# Silvestrol

Estructura química del silvestrol

El silvestrol un producto natural de la familia de la flavaglina con una estructura nuclear de ciclopentabenzofurano y una cadena inusual de dioxano. El silvestrol se encuentra en árboles de Aglaia, especialmente Aglaia silvestris y Aglaia foveolata.
Actúa como un inhibidor potente y selectivo de la enzima helicasa ARN eIF4A, y tiene actividad antiviral de amplio espectro contra enfermedades como el Ébola y los coronavirus, así como propiedades anticancerígenas, lo que lo hace de considerable interés en la investigación médica. Sin embargo, como no se puede extraer de la corteza de los árboles en cantidades comerciales y es prohibitivamente complejo de producir sintéticamente, las aplicaciones prácticas se han centrado más en análogos estructuralmente simplificados como CR-31-B.